# Мухавець (зупинний пункт)
Му́хавець (біл. Му́хавец) — пасажирський залізничний зупинний пункт Берестейського відділення Білоруської залізниці на лінії  Хотислав — Берестя-Центральний між зупинними пунктами Кам'яна (3,1 км)  та Березовий Гай (2,3 км). Розташований в однойменному селищі Мухавець Берестейського району Берестейської області.

## Пасажирське сполучення
На зупинному пункті Мухавець зупиняються регіональні поїзди економ-класу сполученням Берестя — Хотислав.